# Triebenreuth
Triebenreuth ist ein Gemeindeteil der Stadt Stadtsteinach im Landkreis Kulmbach (Oberfranken, Bayern). Triebenreuth liegt in der Gemarkung Triebenreuth.

## Geografie
Das Dorf liegt in Tallage des Matzengrabens, der dort entspringt und etwas weiter nördlich als linker Zufluss in den Großen Rehbach mündet. Im Süden steigt das Gelände zum Torkel (627 m ü. NHN) an und im Nordwesten zum Teufelsstein (594 m ü. NHN), beides Anhöhen des Frankenwaldes. Eine Gemeindeverbindungsstraße führt nach Seifersreuth (2 km nordöstlich) bzw. nach Maierhof zur Kreisstraße KU 13 (2 km südöstlich), eine weitere verbindet mit Bergleshof (1,5 km südwestlich).

## Geschichte
Gegen Ende des 18. Jahrhunderts bestand Triebenreuth aus 21 Anwesen. Das Hochgericht übte das bambergische Centamt Stadtsteinach aus. Die Dorf- und Gemeindeherrschaft hatte das Amt Stadtsteinach und das Burggericht Stadtsteinach gemeinsam. Grundherren waren
- das Kastenamt Stadtsteinach (2 Halbhöfe, 1 Söldengut, 1 Schmiede),
- der Bürgermeister und Rat zu Stadtsteinach (2 Halbhöfe),
- das Burggericht Guttenberg (Wall und Graben mit 1 Haus, 4 Höfe, 4 Sölden, 4 Häuser, 1 Häuslein).[5]

1810 kam Triebenreuth zum Königreich Bayern. Mit dem Gemeindeedikt wurde der Ort dem Steuerdistrikt Guttenberg zugewiesen. Zugleich entstand die Gemeinde Triebenreuth, zu der Kollerbachsmühle und Schwärzleinsdorf gehörten. Sie war in Verwaltung und Gerichtsbarkeit dem Landgericht Münchberg zugeordnet und in der Finanzverwaltung dem Rentamt Münchberg. Von 1819 bis 1848 übernahm das Herrschaftsgericht Guttenberg weitestgehend die Befugnisse, die das Landgericht hatte. 1840 wurde die Gemeinde an das Landgericht Stadtsteinach und an das Rentamt Stadtsteinach überwiesen (1919 in Finanzamt Stadtsteinach umbenannt). Ab 1862 gehörte Triebenreuth zum Bezirksamt Stadtsteinach (1939 in Landkreis Stadtsteinach umbenannt). Die Gerichtsbarkeit blieb beim Landgericht Stadtsteinach (1879 in Amtsgericht Stadtsteinach umgewandelt). Die Gemeinde hatte 1964 eine Fläche von 3,492 km². Am 1. April 1971 wurde Triebenreuth im Zuge der Gebietsreform in Bayern in die Gemeinde Stadtsteinach eingegliedert.

### Kunstdenkmal
- Katholische Kapelle Christ-König, 1956/57 nach Plänen von Rudolf Heinle errichtet.[10]

### Einwohnerentwicklung
Gemeinde Triebenreuth
| Jahr      | 1819   | 1840   | 1852   | 1855   | 1861   | 1867   | 1871   | 1875   | 1880   | 1885   | 1890   | 1895   | 1900   | 1905   | 1910   | 1919   | 1925   | 1933   | 1939   | 1946   | 1950   | 1952   | 1961  | 1970   |
| Einwohner | 184    | 237    | 236    | 247    | 237    | 247    | 230    | 224    | 230    | 215    | 196    | 201    | 174    | 190    | 169    | 171    | 181    | 166    | 151    | 216    | 198    | 171    | 139   | 135    |
| Häuser    |        |        |        |        |        |        | 34     |        |        | 33     | 32     |        | 31     |        |        |        | 32     |        |        |        | 29     |        | 29    |        |
| Quelle    | [ 12 ] | [ 13 ] | [ 13 ] | [ 13 ] | [ 14 ] | [ 15 ] | [ 16 ] | [ 17 ] | [ 18 ] | [ 19 ] | [ 20 ] | [ 13 ] | [ 21 ] | [ 13 ] | [ 22 ] | [ 13 ] | [ 23 ] | [ 13 ] | [ 13 ] | [ 13 ] | [ 24 ] | [ 13 ] | [ 7 ] | [ 25 ] |

Ort Triebenreuth
| Jahr      | 001818 | 001819 | 001861 | 001871 | 001885 | 001900 | 001925 | 001950 | 001961 | 001970 | 001987 |
| Einwohner |        | 163    | 207    | 201    | 189    | 155    | 162    | 177    | 127    | 115    | 89     |
| Häuser    | 28     |        |        |        | 30     | 28     | 28     | 27     | 26     |        | 24     |
| Quelle    | [ 6 ]  | [ 12 ] | [ 14 ] | [ 16 ] | [ 19 ] | [ 21 ] | [ 23 ] | [ 24 ] | [ 7 ]  | [ 25 ] | [ 1 ]  |

## Religion
Triebenreuth ist katholisch geprägt und nach St. Michael in Stadtsteinach gepfarrt. Bis ins 20. Jahrhundert hinein gab es nur wenige Protestanten. Diese sind bis heute nach St. Georg in Guttenberg gepfarrt.